# Литературный музей Владимира Даля
Литерату́рный музе́й Влади́мира Да́ля — литературно-мемориальный музей, посвящённый жизни и деятельности выдающегося врача, писателя, лексикографа и этнографа, составителя «Толкового словаря живого великорусского языка» Владимира Ивановича Даля. Музей является одним из филиалов Музея истории и культуры города Луганска.

## Экспозиция
Музей основан 22 ноября 1986 года на улице, где родился будущий лексикограф. Долгое время предполагалось, что Владимир Даль мог родиться именно в том доме, в котором расположен музей, но точных данных по этому вопросу нет.
Экспозиция музея представлена личными вещами и предметами быта Владимира Даля и его семьи. В музее хранится полное собрание сочинений Даля в 10-ти томах, датированное 1897—1898 годами, редкие литографии, коллекция изданий Толкового словаря Даля. Кроме того, в фондах музея хранятся литературные произведения писателя, изданные в течение 1836—1855 годов, а также его научные труды. Научным сотрудникам музея удалось собрать в полном объёме прижизненные издания литературных произведений В. И. Даля. 
Небольшая комната посвящена связи Даля с Украиной, где он прожил почти 20 лет: до 4-х лет — в Луганске, затем в Николаеве.
В 2016 году коллектив музея был удостоен специальным дипломом Союза писателей России за книгу «Дорогами Судьбы В.И. Даля».

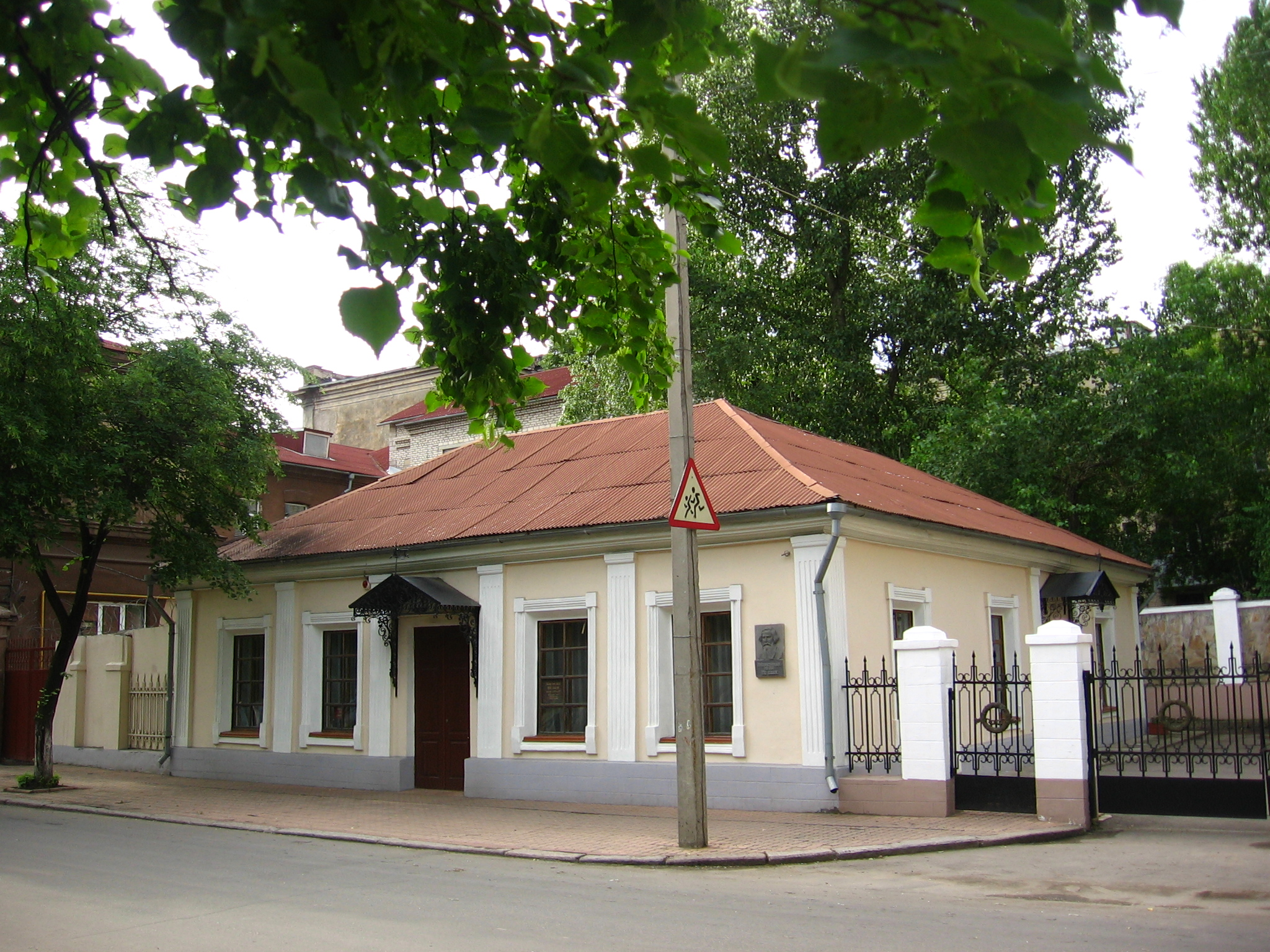
Музей
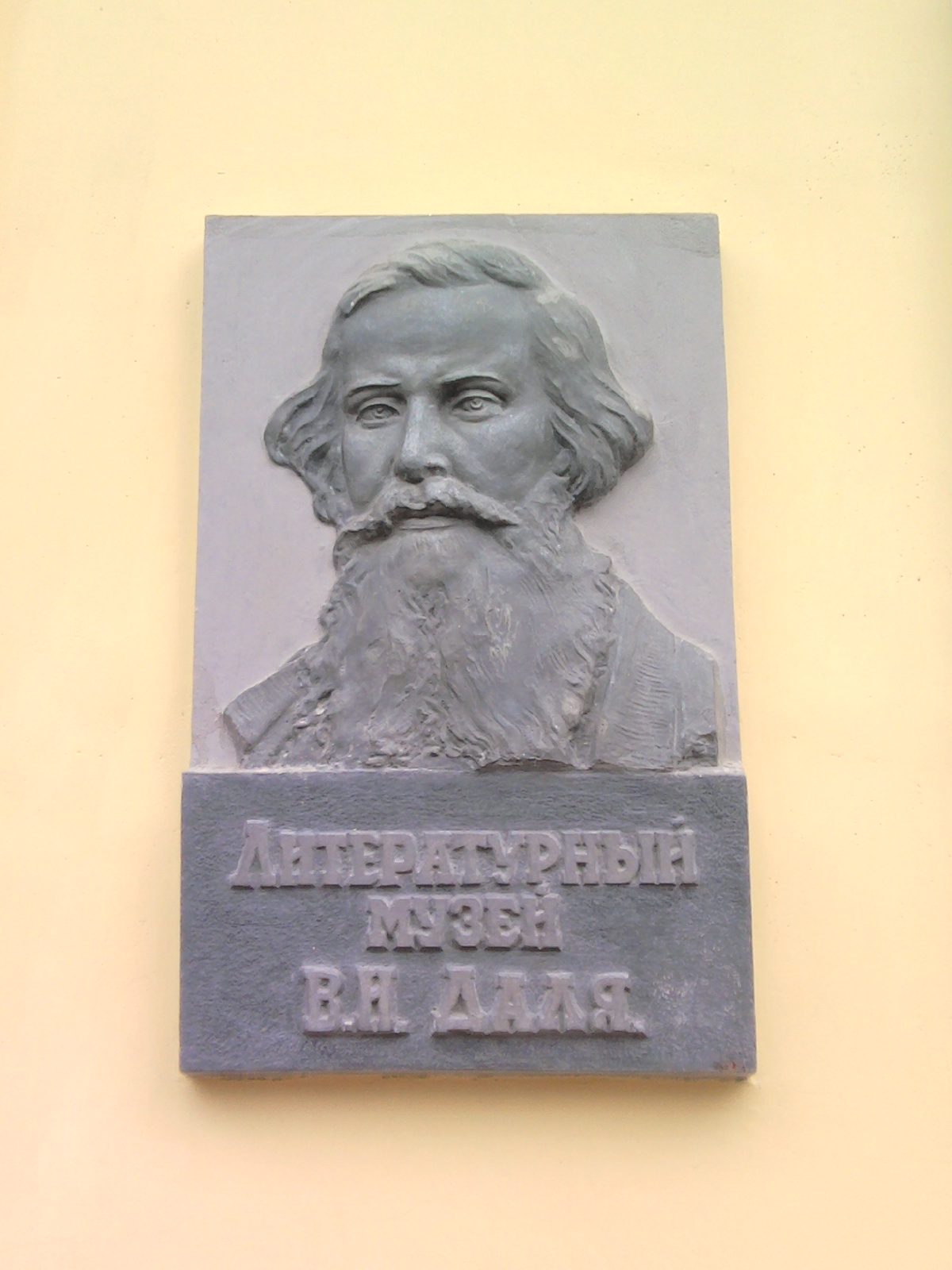
Мемориальная доска на здании музея
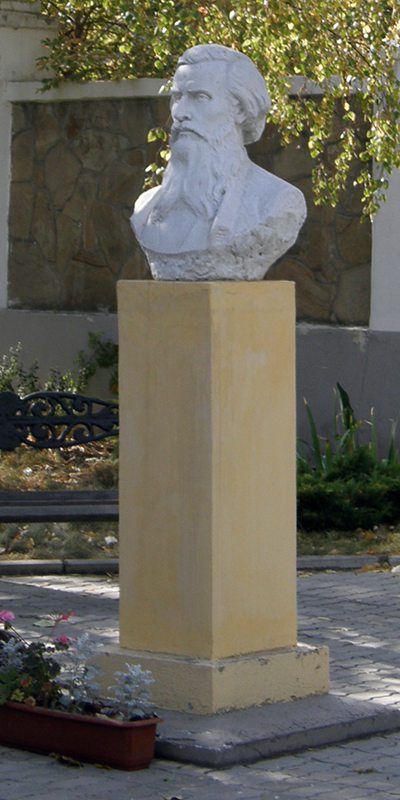
Бюст Даля во дворе музея